# الأدب اليوحناوي
الأدب اليوحناوي يشير إلى مجموعة من كتب العهد الجديد التي تُنسَب عادةً إلى يوحنا الرسول أو مجتمع المسيحية اليوحناوية. حسب التقليد فإن الأدب اليوحناوي يتضمن الأعمال التالية:
- في إنجيل يوحنا
- رسائل يوحنا
  - رسالة يوحنا الأولى
  - رسالة يوحنا الثانية
  - رسالة يوحنا الثالثة
- كتاب رؤيا يوحنا

من بين هذه الخمسة كتب، الوحيد الذي يذكر أن كاتبه «يوحنا» صراحةً هو كتاب الرؤيا. لكن ترفض الدراسات الحديثة عمومًا فكرة أن هذا العمل (كتاب الرؤيا) مكتوب من قبل نفس مؤلف الوثائق الأربعة الأخرى. يُعرف يوحنا حسب الإنجيل كتلميذ للمسيح ويُطلق عليه اسم «التلميذ الحبيب» ويُطلق عليه أيضًا يوحنا الرسول أو يوحنا بن زبدي.